# یونگه فرای‌هایت
یونگه فرای‌هایت (به آلمانی: Junge Freiheit) (به معنی آزادی جوان) یک روزنامه هفتگی آلمانی با موضوع سیاست و فرهنگ است که در سال ۱۹۸۶ تأسیس شد. یونگه فرای‌هایت از نظر سیاسی محافظه‌کار، راست‌گرا و ملی‌گرا است؛ و همچنین در آلمان به عنوان «کشتی تدارکات ایدئولوژیک پوپولیسم راست‌گرا» توصیف می‌شود.
به گفته گیدئون بوتش، محقق، جبهه متحد ملی «حلقه اتصال بین محافظه‌کاری ملی و سیاست‌های راست تندرو» است. الکساندر گاولند، یکی از بنیانگذاران حزب آلترناتیو برای آلمان، ادعا کرده است که «هر کسی می‌خواهد آلترناتیو برای آلمان را درک کند، باید یونگه فرای‌هایت را بخواند».

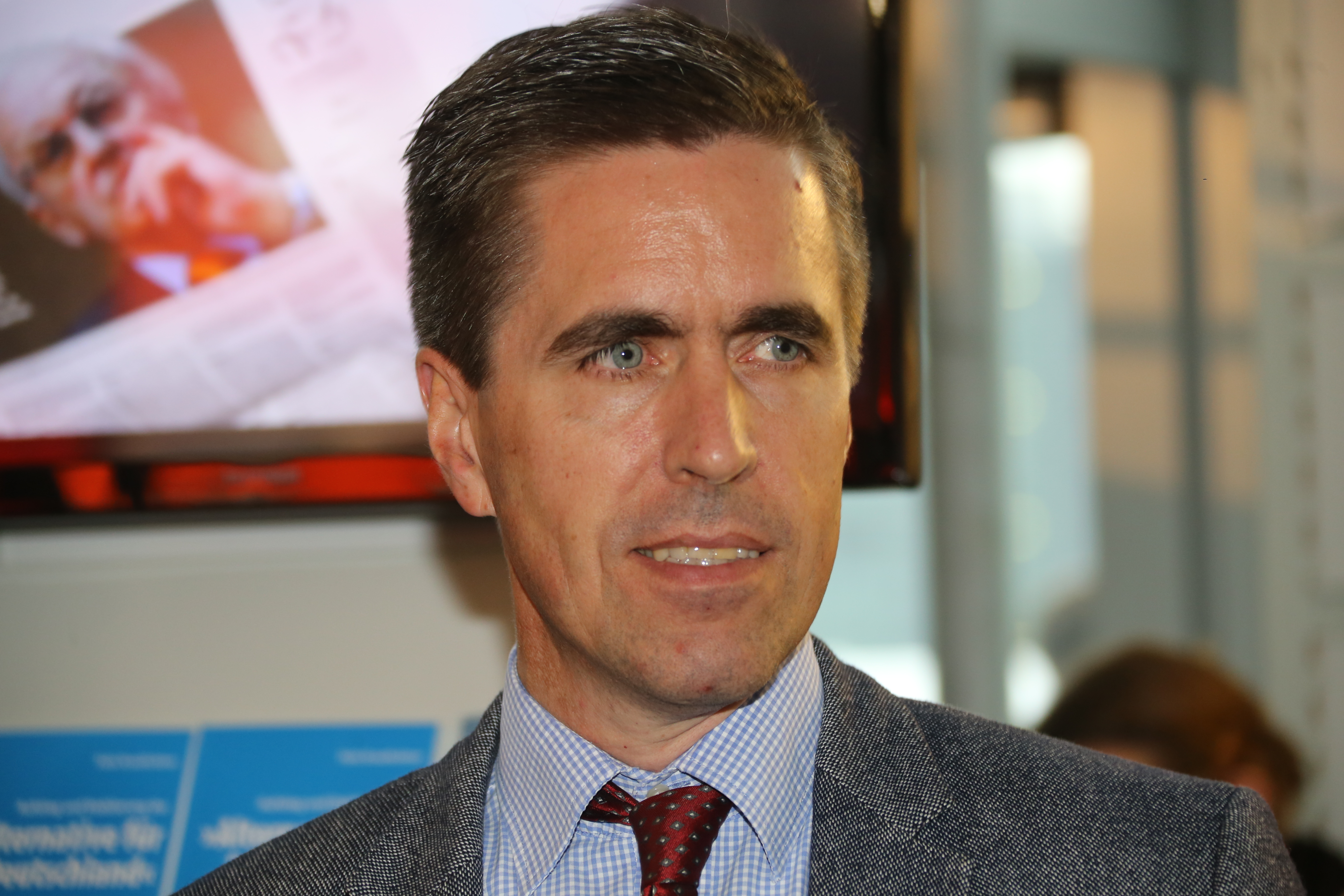
دیتر اشتاین، مؤسس و سردبیر روزنامه

## تاریخچه
یونگه فرای‌هایت در ماه مه ۱۹۸۶ توسط دانشجویانی در فرایبورگ و به ابتکار دیتر اشتاین دانشجوی نوزده ساله بینان‌گذاری شد. بنیانگذاران، ایجاد این روزنامه را واکنشی به «سلطه چپ‌گرایان نسل ۶۸» در میان استادان دانشگاه توصیف کردند. در سال ۱۹۹۳ دفتر مرکزی این روزنامه به پوتسدام، نزدیک برلین، و در سال ۱۹۹۵ به هوهن‌زولرن‌دام، برلین، منتقل شد.
در ۴ دسامبر ۱۹۹۴ گروهی ناشناس چاپخانه‌ای را در وایمار که روزنامه در آن تولید می‌شد، به آتش کشیدند. خسارتی بیش از ۱ میلیون مارک آلمان به آن وارد شد.
یونگه فرای‌هایت در سه‌ماهه اول سال ۲۰۲۰ تیراژی معادل ۳۱٬۱۶۱ نسخه پولی داشت که نسبت به سه‌ماهه اول سال ۲۰۱۵، افزایشی ۲۸ درصدی را نشان می‌دهد. در سال ۲۰۱۶، مجله هفتگی بریتانیایی اکونومیست به افزایش شهرت و نفوذ یونگه فرای‌هایت در بحبوحه ظهور حزب آلترناتیو برای آلمان اشاره کرد و نتیجه گرفت که «حضور یک صدای راست‌گرا در چشم‌انداز رسانه‌ای آلمان بخشی از مسیر این کشور به سوی عادی‌سازی سیاسی خواهد بود».

## مسائل و سبک
یونگه فرای‌هایت یک بخش برای سیاست، یکی برای فرهنگ و یکی برای سیاست خارجی دارد و توجه کمتری به اقتصاد دارد. تعداد قابل توجهی از نظرات و تفاسیر، از جمله بخش ستون نظرات هفتگی، قرار دارد. این روزنامه هر هفته مصاحبه‌ای با یک سیاستمدار یا نویسنده، دانشمند یا هنرمند برجسته انجام می‌دهد.

## سیاست حاکم
روزنامه یونگه فرای‌هایت درگیر یک دعوای حقوقی مربوط به آزادی مطبوعات علیه دو دفتر ایالتی محلی برای حفاظت از قانون اساسی بود که در آن روزنامه توسط وکیل و حامی همیشگی‌اش، دادستان کل سابق آلمان، الکساندر فون اشتال (FDP)، پشتیبانی می‌شد. دفاتر حفاظت از قانون اساسی در دو ایالت فدرال، نوردراین-وستفالن و بادن-وورتمبرگ، در گزارش‌های سالانه خود در مورد «فعالیت‌های ضد قانون اساسی» ادعایی بین سال‌های ۱۹۹۵ تا ۲۰۰۵ به همراه اکثر نشریات و سازمان‌های وابسته به حزب چپ (آلمان)، از یونگه فرایهایت نام بردند. این روزنامه از مقامات محلی نوردراین وستفالن شکایت موفقی داشت و دادگاه قانون اساسی فدرال آلمان در سال ۲۰۰۵ این طبقه‌بندی را مغایر با قانون اساسی دانست (به اصطلاح «پرونده گزارش دفتر حفاظت از قانون اساسی» یا "پرونده یونگه فرایهایت").
از آن زمان، هیچ‌کدام از گزارش‌های این دو ایالت نامی از این روزنامه نبردند.

## روزنامه‌نگاری و سیاست
روزنامه‌نگاران و سیاستمداران، یونگه فرای‌هایت را به اشکال متفاوتی ارزیابی می‌کنند. طبق نظر آنتون ماگرل در سال ۲۰۰۳ این روزنامه برای «ایجاد ظرفیت قابل بحث در حوزه سیاسی» تلاش می‌کند. در سال ۲۰۱۶، او نوشت که یونگه فرای‌هایت«در طول سال‌ها خود را به‌طور قابل توجهی تعدیل کرده است»، اما «همچنان به عنوان یک جریان راست جدید یا یک جریان محافظه‌کار جوان در نظر گرفته می‌شود». یونگه فرای‌هایت «نه فقط یک روزنامه، بلکه یک پروژه سیاسی، یک ارگان اصلی و تریبونی برای یک جنبش» است. به گفتهٔ ماگرل، یونگه فرای‌هایت «برای تصویر بورژوا-محافظه‌کار ارزش قائل است»، اما «بارها و بارها خارج از محدوده محافظه‌کاری دموکراتیک که طالب آن است ایستاده». در سال ۲۰۰۸، ماتیاس برودکورب (از حزب سوسیال دموکرات) یونگه فرای‌هایت را راست افراطی معرفی نکرد، اما این ارزیابی «به هیچ وجه قطعی و مسلم» نبود. به گفته هریبرت سایفرت (روزنامه نوی زورشر تسایتونگ)، «هیجان اغلب بیش از حد» در مورد روزنامه یونگه فرای‌هایت، محدودیت‌های محدود روزنامه‌نگاری ملی-محافظه‌کارانه در آلمان را نشان می‌دهد. بحث عمومی در مورد یونگه فرای‌هایت تحت الشعاع سوءظنی است که اساساً ناشی از سیاست‌های گذشته است، سوءظنی که بدون دلایل موجه مطرح می‌شود و کاملاً از خود مطمئن است.
در سال ۲۰۰۱، هلموت مارکورت، از سردبیران مجله فوکوس، دربارهٔ روزنامه یونگه فرای‌هایت گفت که از نظر او، «یونگ فریهایت رسانه‌ای است که در چارچوب نظام دموکراتیک قرار دارد.»

## تحریریه
مؤسس و سردبیر و مدیر عامل روزنامه یونگه فرای‌هایت دیتر اشتاین است.
مشارکت کنندگان برجسته آن عبارتند از: هولگر زاسترو، ولف جابست سیدلر، فردریک فورسایت، آلن دو بنوا، پل گاتفرید، الیوت نیمن، رولف هوخهوت، رالف رایکو، درک ترنر، بیلی سیکس، کلاوس راینر رول و فریتز شنک. از حامیان عمومی برجسته آن می‌توان به الکساندر فون استال و پیتر شول-لاتور نیز اشاره کرد

## جایزه گرهارد لوونتال
یونگه فرای‌هایت همراه با «بنیاد آموزش و تحقیقات محافظه کار آلمان» (Förderstiftung Konservative Bildung und Forschung)، جایزه گرهارد لوونتال را که هر دو سال یکبار به روزنامه‌نگاران محافظه‌کار تعلق می‌گیرد دریافت کرد.

## ادبیات نویسندگان یونگه فرای‌هایت
- گوتز کوبیچک: ۲۰ سال یونگه فرای‌هایت- ایده و تاریخچه یک روزنامه. نسخه آنتایوس، اشنرودها۲۰۰۶، ISBN 3-935063-40-7.
- الکساندر فون اشتال: مبارزه برای آزادی مطبوعات گاهشمار یک رسوایی. شکایت قانون اساسی روزنامه هفتگی «جوانه آزادی» در مورد نقض آزادی بیان و آزادی رسانه توسط گزارش‌های دفتر حفاظت از قانون اساسی ایالت نوردراین-وستفالن (= اسناد، جلدهای ۵–۷). نسخه یونگه فرای‌هایت، برلین ۲۰۰۳–۲۰۰۴، ISBN 3-929886-15-4، ISBN 3-929886-17-0، ISBN 3-929886-18-9.
- تورستن تالر (ویرایش): ۲۵ سال یونگه فرای‌هایت. راهی به سوی آزادی! - گزارش یک روزنامه آلمانی نسخه یونگه فرای‌هایت، برلین ۲۰۱۱، ISBN 978-3-929886-36-8.